# Janus Patera
La Janus Patera è una struttura geologica della superficie di Io.